# Lost in London
Lost in London è un film del 2017, diretto e interpretato da Woody Harrelson.
È stato il primo film in diretta, ossia girato e trasmesso nello stesso momento nei cinema.

## Trama
La trama del film è in parte ispirato a una storia vera, protagonista lo stesso Harrelson, che una notte nel 2002 fu arrestato a Londra dopo aver litigato con un tassista ed essere stato inseguito dallo stesso tassista e dalla polizia.

## Produzione e distribuzione
Il film è stato girato a Londra la notte del 19 gennaio 2017 e contemporaneamente trasmesso, in diretta streaming, in circa 500 cinema statunitensi. Protagonisti del film sono Woody Harrelson, Owen Wilson, Eleanor Matsuura e Willie Nelson. Per girarlo sono serviti una troupe di circa 30 persone, due taxi, un’auto della polizia e un furgoncino Volkswagen, e le riprese si sono spostate tra 14 location.
Il film è stato trasmesso in streaming: i cinema statunitensi hanno proiettato in diretta quello che la cinepresa riprendeva a Londra. Il film è stato girato tra le due e le quattro di notte (così da essere in prima serata negli Stati Uniti) ed è durato circa 100 minuti.

## Critica
Ryan Gilbey del The Guardian ha dato al film quattro stelle su cinque. Pur notando alcuni errori, Gilbey ha detto che è stato molto felice di «aver assistito alla miracolosa nascita di una stramberia purissima: in parte una satira sull’essere una celebrità, in parte un mea culpa, in parte installazione artistica di una sola notte».